# Монфорте Сан Ђорђо
Монфорте Сан Ђорђо (итал. Monforte San Giorgio) је насеље у Италији у округу Месина, региону Сицилија.
Према процени из 2011. у насељу је живело 1365 становника. Насеље се налази на надморској висини од 275 м.

## Становништво
Према резултатима пописа становништва 2011. у општини је живело 2.880 становника.
| 1936. | 1951. | 1961. | 1971. | 1981. | 1991. | 2001. | 2011. |
| ----- | ----- | ----- | ----- | ----- | ----- | ----- | ----- |
| 4.740 | 5.105 | 4.301 | 4.001 | 3.611 | 3.226 | 3.088 | 2.880 |